# Marsham
Marsham is een civil parish in het bestuurlijke gebied Broadland, in het Engelse graafschap Norfolk met 734 inwoners.

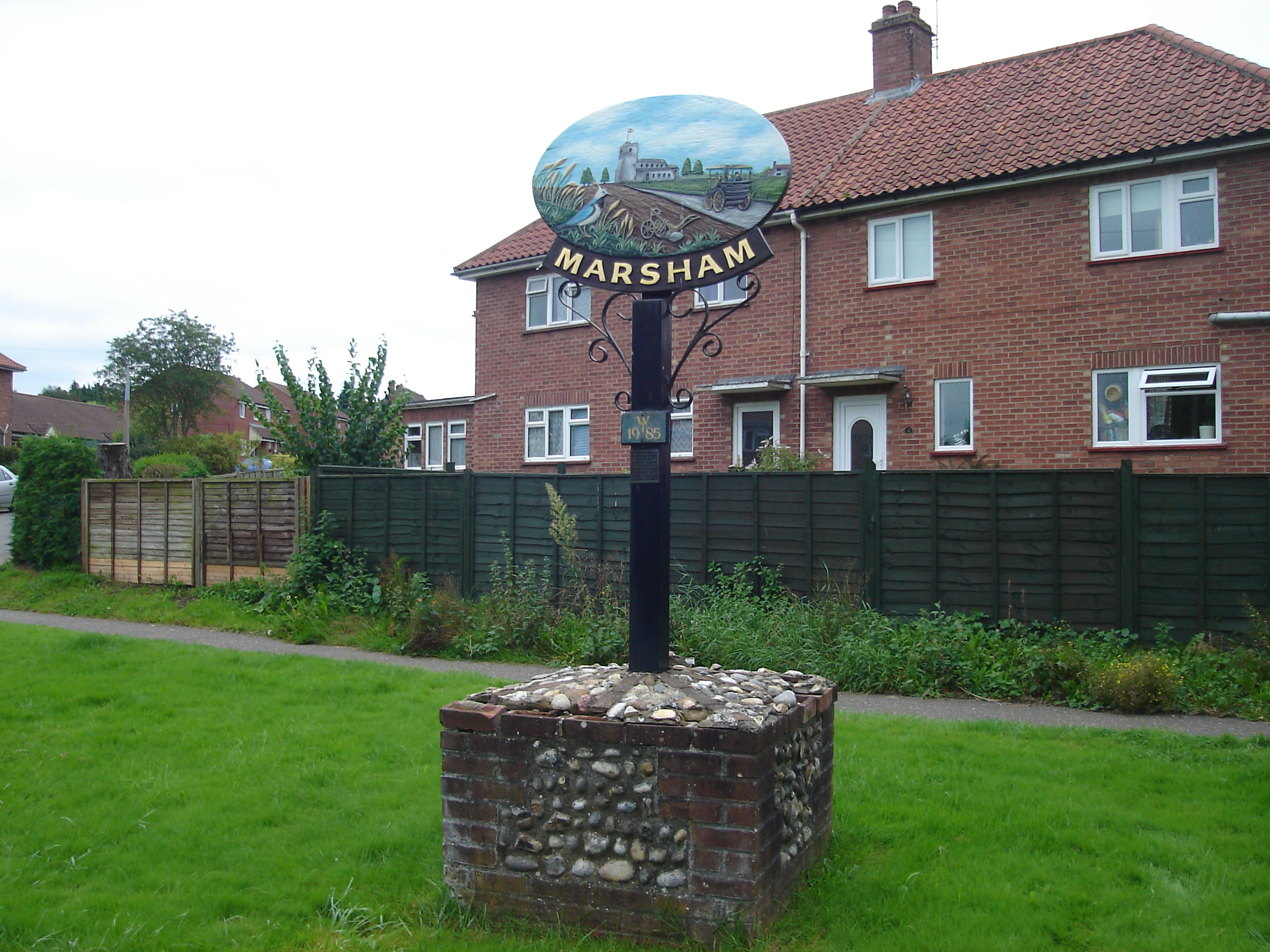
Marsham